# Hvítá (Suðurland)
Pour les articles homonymes, voir Hvítá.
Le Hvítá est une rivière du sud de l'Islande, qui se trouve dans le comté d'Árnessýsla. La rivière prend sa source à partir du glacier Langjökull. Après 40 km, le Hvítá se jette des falaises de la chute Gullfoss et tombe par 15 m dans une gorge étroite. Au nord de Selfoss, le Hvítá rejoint la rivière Sog pour former l'Ölfusá.